# Legna Verdeciaová
Legna Verdecia-Rodríguez, (* 29. října 1972 Granma, Kuba) je bývalá reprezentantka Kuby v judu. Je olympijskou vítězkou z roku 2000.

## Sportovní kariéra

### Úspěchy
- zlatá olympijská medaile z roku 2000

### Zajímavosti
- tokui-waza: seoi-nage, pick-ups
- styl: fyzický, taktický
- úchop: pravý

S judem začala ve 13 letech v Holguínu pod vedením Pedro Ariase. Jako mimořádně talentovaná sportovkyně byla záhy poslána na sportovní školu (ESPA) do Havany a již v juniorském věku byla členkou kubánské reprezentace. Po úspěších v superlehké váze však v roce 1992 změnila váhovou kategorii na pololehkou a na jejím výkonu na olympijských hrách v Barceloně se to negativně odrazilo.
Od roku 1993 se stala na celá 90. léta symbolem pololehké váhy a svou kariéru korunovala zlatou olympijskou medailí na olympijských hrách v Sydney v roce 2000. Cesta k ní nebyla jednoduchá, hned v prvním zápase se totiž vyhodila rameno. Další zápasy vybojovala na praporky a ve finále otočila zápas na ippon ve chvíli kdy prohrávala na wazari.

### Rivalky
- Carolina Marianiová
- Noriko Narazakiová
- Cécile Nowaková
- Hjon Suk-hui

## Výsledky
| Turnaj                  | 1988            | 1989            | 1990            | 1991            | 1992           | 1993           | 1994           | 1995           | 1996           | 1997           | 1998           | 1999           | 2000           | 2001           |
| Turnaj                  | 16              | 17              | 18              | 19              | 20             | 21             | 22             | 23             | 24             | 25             | 26             | 27             | 28             | 29             |
| Turnaj                  | superlehká váha | superlehká váha | superlehká váha | superlehká váha | pololehká váha | pololehká váha | pololehká váha | pololehká váha | pololehká váha | pololehká váha | pololehká váha | pololehká váha | pololehká váha | pololehká váha |
| ----------------------- | --------------- | --------------- | --------------- | --------------- | -------------- | -------------- | -------------- | -------------- | -------------- | -------------- | -------------- | -------------- | -------------- | -------------- |
| Olympijské hry          |                 |                 |                 |                 | úč.            |                |                |                | 3.             |                |                |                | 1.             |                |
| Mistrovství světa       |                 | 5.              |                 | 3.              |                | 1.             |                | 3.             |                | 7.             |                | 2.             |                | 3.             |
| Panamerické hry         |                 |                 |                 | 1.              |                |                |                | 1.             |                |                |                | 1.             |                |                |
| Panamerické mistrovství | 1.              |                 | 1.              |                 | 3.             |                | 3.             |                | 2.             | 1.             | 1.             | —              | —              | —              |

## Podrobnější výsledky

### Olympijské hry
| Rok      | Kategorie       |  | 1/32                                 | 1/16                                    | čtvrtfinále                       | semifinále                    | o bronz                           | finále                              |
| -------- | --------------- |  | ------------------------------------ | --------------------------------------- | --------------------------------- | ----------------------------- | --------------------------------- | ----------------------------------- |
| LOH 1992 | superlehká váha |  | prohra - yuk/shi Carolina Marianiová | —                                       | —                                 | —                             | —                                 | —                                   |
| LOH 1996 | pololehká váha  |  | volný los                            | výhra - 3:41/stg Alexa von Schwichowová | výhra - (yus) Noriko Sugawaraová  | prohra - yuk/shi Hjon Suk-hui | výhra - waz/son Almudena Muñozová | —                                   |
| LOH 2000 | pololehká váha  |  | volný los                            | výhra - 2:25/son Miren Leónová          | výhra - (yus) Carolina Marianiová | výhra - (yus) Kje Sun-hui     | —                                 | výhra - 2:19/soo Noriko Narazakiová |

### Mistrovství světa
| Rok     | Kategorie       |  | 1/64      | 1/32                     | 1/16                        | čtvrtfinále                  | semifinále                 | opravy              | opravy                     | opravy                    | o bronz                 | finále                    |
| ------- | --------------- |  | --------- | ------------------------ | --------------------------- | ---------------------------- | -------------------------- | ------------------- | -------------------------- | ------------------------- | ----------------------- | ------------------------- |
| MS 1989 | superlehká váha |  | x         | volný los                | výhra Ok Kjong-suk          | prohra Jessica Galová        | —                          | —                   | výhra María Villapolová    | výhra Aartje Vroeghová    | prohra Cécile Nowaková  | —                         |
| MS 1991 | superlehká váha |  | x         | výhra Teresa Benítezová  | prohra Rjóko Tamuraová      | —                            | —                          | výhra Čan Mej-ling  | výhra Leposava Markovićová | výhra Brigitte Lastradová | výhra Jana Perlbergová  | —                         |
| MS 1993 | pololehká váha  |  | x         | výhra Marjo Vilholaová   | výhra Tetjana Gavrilovová   | výhra Cécile Nowaková        | výhra Sharon Rendleová     | —                   | —                          | —                         | —                       | výhra Almudena Muñozová   |
| MS 1995 | pololehká váha  |  | volný los | výhra Annikka Mutanenová | výhra Sharon Rendleová      | výhra Patricia Bevilacquaová | prohra Carolina Marianiová | —                   | —                          | —                         | výhra Almudena Muñozová | —                         |
| MS 1997 | pololehká váha  |  | volný los | výhra Sharon Rendleová   | prohra Nicole Flagothierová | —                            | —                          | výhra Mita Šarmaová | výhra Salima Suakriová     | prohra Hjon Suk-hui       | —                       | —                         |
| MS 1999 | pololehká váha  |  | volný los | výhra Tao Si-man         | výhra Jackelin Díazová      | výhra Deborah Allanová       | výhra Liou Jü-siang        | —                   | —                          | —                         | —                       | prohra Noriko Narazakiová |
| MS 2001 | pololehká váha  |  | x         | výhra Joana Ramosová     | výhra Oxana Karzakovová     | prohra Raffaella Imbrianiová | —                          | —                   | výhra Viktória Nagyová     | výhra Fabiane Hukudaová   | výhra Juki Jokosawaová  | —                         |